# 床に、シンデレラのTシャツ。
『床に、シンデレラのTシャツ。』（ゆかに、シンデレラのティーシャツ）は、1987年11月21日にリリースされた、岩崎良美の13枚目のオリジナルアルバム。発売元はキャニオンレコード（現在のポニーキャニオン）。

## 概要
キャニオンレコードから発売された最後のオリジナル・アルバム。
「ON Y VAS」はドイツ人ポップス歌手「Meri D. Marshall」のシングル楽曲(1987年発売)よりカバー。
「NEVER GIVE UP」はオランダのポップスグループ「Frizzle Sizzle」のシングル楽曲（1986年発売）よりカバー。
「KISS HER」は「Jane Hill」のシングル楽曲（1985年発売）よりカバー。
「ONLY HE」は1984年にアメリカにて公開されたミュージカル「スターライトエクスプレス」の劇中歌のカバー。

## シングル
「ONLY HE」(B面：ON Y VAS)が本作からの先行シングルとして1987年8月5日に発売された。タイアップではないものの、シングル盤のジャケット写真にはミュージカル「スターライトエクスプレス」の日本公演版（1987年）のロゴがプリントされている。

## 収録曲
- 特記除く全作詞：高柳恋

1. DANNY'S CAFE
作曲：梅垣達志 / 編曲：中村哲
2. BAD BOY
作曲・編曲：山川恵津子
3. ON Y VAS　
作曲：S.Singer, P.V.Aste, M.Harris / 編曲：杉山卓夫
4. 不思議な遊園地　
作曲：広谷順子 / 編曲：山川恵津子
5. KISS HER　　
作詞：J.Hilleren / 日本語詞：高柳恋 / 作曲：M.Lichteig / 編曲：山川恵津子
6. ONLY HE
作曲：A.L.Webber, R.Stilgoe / 編曲：武部聡志
7. NEVER GIVE UP
作曲：R.Ten.Bokun / 編曲：中村哲
8. 裸の街の片隅で 〜sha la la〜
作曲：梅垣達志 / 編曲：中村哲